# Willie Dunn (zanger)
William "Willie" Dunn (14 augustus 1942 – 5 augustus 2013) was een Canadees
singer-songwriter en producer. Hoewel geboren in Montreal was zijn familieachtergrond deels Mi'kmaq en deels Schots/Iers. Dunn bracht geregeld zaken betreffende de originele bewoners van Canada (First Nations, Inuit, Métis) voor het voetlicht in zijn werken.
Dunn was zanger en speelde akoestische gitaar. Hij heeft meerdere muziekalbums uitgebracht, waaronder Willie Dunn (1971), The Pacific (1980) en Metallic (1999).